# Liste der Bodendenkmäler in Voerde (Niederrhein)
Die Liste der Bodendenkmäler in Voerde (Niederrhein) enthält die denkmalgeschützten unterirdischen baulichen Anlagen, Reste oberirdischer baulicher Anlagen, Zeugnisse tierischen und pflanzlichen Lebens und paläontologischen Reste auf dem Gebiet der Stadt Voerde (Niederrhein) im Kreis Wesel in Nordrhein-Westfalen (Stand: 30. April 2013). Diese Bodendenkmäler sind in Teil B der Denkmalliste der Stadt Voerde (Niederrhein) eingetragen; Grundlage für die Aufnahme ist das Denkmalschutzgesetz Nordrhein-Westfalen (DSchG NRW).
| Bild                                         | Bezeichnung                                  | Lage                             | Beschreibung | Bauzeit | Eingetragen seit | Denkmal- nummer |
| -------------------------------------------- | -------------------------------------------- | -------------------------------- | --- | ------- | ---------------- | --------------- |
|                                              | Bodendenkmal                                 |                                  | |         |                  | 1               |
|                                              | Wasserburg „Haus Löhnen“                     | Löhnen Lübdingstraße 13          | |         |                  | 2               |
|                                              | Wasserburg „Haus Ahr“                        | Möllen Ahrstraße 1               | |         |                  | 3               |
|                                              | Wasserburg „Haus Voerde“                     | Voerde Allee 65                  | |         |                  | 4               |
| Turmhügelburg im Wohnungswald, „Die Wülbeck“ | Turmhügelburg im Wohnungswald, „Die Wülbeck“ | Möllen Eppinghoven, Wohnungswald | Die Turmhügelburg befindet sich unmittelbar am Rotbach, Geländebezeichnung „Die Wülbeck“. Das Bodendenkmal besteht aus 2 Hügeln und umlaufenden Gräben einschließlich eines separaten Bereichs für die Vorburg |         |                  | 5               |
|                                              | Bodendenkmal                                 |                                  | |         |                  | 6               |
|                                              | Zweiteilige Wasserburg „Haus Götterswick“    | Götterswickerhamm Oberer Hilding | |         |                  | 7               |
|                                              | Evangelische Kirche Sankt Nikomedes          | Götterswickerhamm Dammstraße     | |         |                  | 8               |
|                                              | Infanterieschützenstand                      | Friedrichsfeld                   | |         |                  | 9               |
|                                              | Beobachtungshügel Nr. 10                     | Friedrichsfeld                   | |         |                  | 10              |